# 태양권 전류판

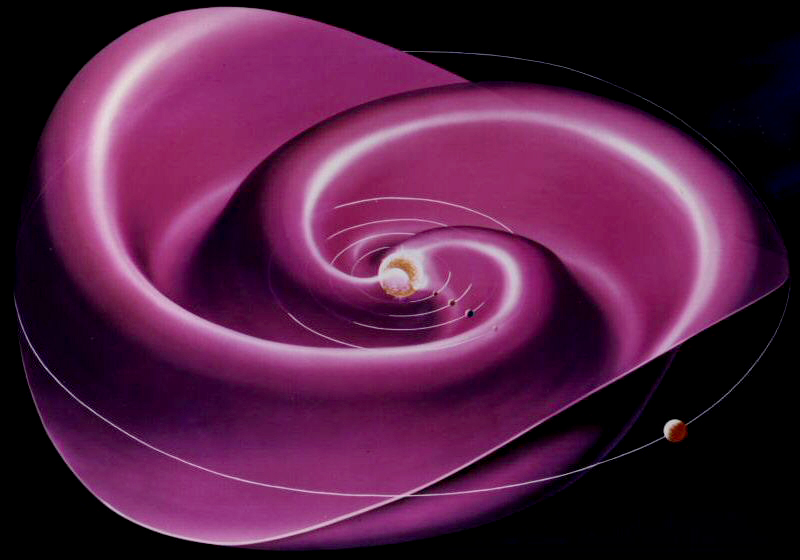

태양권 전류판(太陽圈電流片, heliospheric current sheet)은 태양계 내의 표면으로 태양 자기장의 극성이 북에서 남으로 변하는 곳이다. 이 자기장은 태양권 내의 태양의 적도 평면에 걸쳐 팽창한다. 전류판의 형상은 행성간 매질(태양풍)내의 플라스마 위의 태양의 회전하는 자기장의 영향의 결과이다. 약 10-10 A/m2 의 작은 전류는 면 내로 흐른다. 면 전류의 두께는 약 10,000km이다. 깔린 자기장은 행성간 자기장으로 불리며 결과의 전류는 태양권 전류회로의 부분을 형성한다. 태양권 전류판은 때로 행성간 전류판이라 불리기도 한다.

## 전류판
전류판은 어떤 이차원적인 면에 속박된 것으로 공간의 체적으로 확산되지 않는 것이다. 자기 유체역학 내의 전류판의 특성은 전기적으로 도전하는 유체 거동의 연구로 만일 전류판이 그러한 유체의 체적의 부분을 통해 흐르면 자기력은 유체에서 그것을 밀어 내며 전류를 얇은 층으로 압축하는데 그것이 체적을 통과한다.
태양계내의 최대로 발생한 전류판은 소위 태양면 전류로 그것은 두께가 10,000km이며 태양에서 명왕성의 궤도 너머로 팽창한다. 태양의 코로나와 같은 천체물리학적 플라즈마에서 전류판은 특색비(너비 나누기 두께)가 100000:1 정도이다. 비교하면, 대부분의 책들의 한 쪽의 특색비(aspect ratio)는 2000:1이다. 전류판은 그들의 크기와 비교하여 매우 얇아서 그것들은 자주 두께가 0인 것처럼 다루어진다. 이것은 이상적인 MHD(자기유체동역학)의 단순화 가정의 결과이다. 실제로는 어떠한 전류판도 무한히 얇지 않다. 왜냐하면 그러한 경우 전하 운반자의 무한히 빠른 움직임을 요구하기 때문이다.
플라스마 내의 전류판은 자기장의 에너지 밀도를 증가시켜서 에너지를 저장한다. 많은 플라스마 불안전성이 강력한 전류판 근처에서 발생하며 전류판은 붕괴하기 쉬우며 자기 재연결을 유발하며 축적된 에너지를 빠르게 내보낸다. 이 과정은 태양 플레어의 원인이 되며 자기 잠금 융합의 어려움의 원인이다. 자기 잠금 융합은 뜨거운 플라스마 내의 강력한 전류를 필요로 한다.

## 특성
태양의 회전에 의해, 태양의 자기장은 아르키메데스 나선의 한 형태로 유진 파커(Eugene Parker)가 발견한 파커 나선(Parker spiral)을 따라 꼬인다. 파커 나선 자기장은 전류판에 의해 둘로 나뉜다. 70년대 초기 샤텐에 의해 최초로 개발된 수학모델이다. 나선 자기면이 극성을 바꿈에 따라 그것은 파동하는 나선 형태로 휘는데 발레리나의 스커트에 비유되어 왔다. 추가의 동역학이 제안되었는데 태양권계면을 지닌 태양은 과도하게 높이 날리는 스커트를 아래로 여미는 부끄러운 발레리나와 같다는 것이다. 발레리나 나선 형상의 원인은 때로 정원 스프링클러 효과 또는 정원 호스 효과로 불리며 몸을 회전시키면서 잔디 스프링클러를 잡고 그것을 위 아래로 움직이고 있는 것과 흡사하다. 물의 흐름은 태양을 나타내며 항상 반경 방향 바깥쪽으로 움직인다.

### 자기장
태양권 전류판은 27일마다 한번 태양을 따라 회전한다. 그동안 스커트의 피크와 홈은 지구 자기권을 통과하며 그것과 상호작용한다. 태양의 표면 근처에서 면내 반경 방향 전류에 의해 생성된 자기장은 5 μT 정도이다.
태양 표면의 자기장은 약 100 μT이다. 장의 형태가 자기 쌍극자이면 강도는 거의 거리의 역삼승으로 감소하며 지구 궤도에서 약 10 pT가 된다. 태양권 전류면은 더 높은 차수의 다중극자 성분의 결과가 되는데 그리하여 실제 태양으로 인한 지구에 도달하는 자기장은 100배 크다.

### 전류
전류는 반경방향으로 안쪽으로 향한다. 회로는 태양권 영역내의 태양의 자기장으로 얼라인된 바깥 방향 전류에 의해 닫혀 있다.
전체 전류는 3X 109 A 정도이다. 다른 천체물리학적 전류 예를 들면 지구의 오로라를 공급하는 버켈랜드 전류와 비교되어 수천 배 약한 백만 A 정도이다. 면내 최고 전류밀도는 10-10 A/m2 정도이다.(10-4 A/km2)

## 역사
태양권의 전류판은 존 M. 윌콕스와 노만 F. 네스에 의해 발견되었다. 그들은 1965년 그들의 발견을 발표하였다. 하네스 알프벤과 퍼 칼비스트(Carlqvist)는 태양권 전류판에 해당하는 은하 전류판의 존재를 조사하였는데, 대략 1017 ~ 1019 암페어 정도가 은하의 대칭 평면으로 흐를 수 있다.